# Expreso Aéreo
Expreso Aéreo era una aerolínea del Perú. Su base era el Aeropuerto Internacional Jorge Chávez. Esta empresa de carga y de pasajeros inició operaciones en junio de 1991 y cesó en febrero de 1997.

## Destinos
- Lima
- Cuzco
- Iquitos
- Tingo María
- Huánuco
- Tarapoto

## Flota
- Antonov 24
- Antonov 32
- Boeing 727-200
- Fokker F27
- Yakovlev Yak-40